# Echigoina
Echigoina es un género de foraminífero bentónico de la subfamilia Gavelinellinae, de la familia Gavelinellidae, de la superfamilia Chilostomelloidea, del suborden Rotaliina y del orden Rotaliida. Su especie tipo es Echigoina hatai. Su rango cronoestratigráfico abarca desde el Mioceno hasta el Plioceno.

## Clasificación
Echigoina incluye a la siguiente especie:
- Echigoina hatai †